# Budinski potok
Búdinski potok je levi pritok Velike Krke na Goričkem v Prekmurju. Izvira v gozdu pod zaselkom Švecin Breg v vasi Budinci, teče po plitvo zarezani dolini proti jugu in se pod vasjo Markovci izliva v Veliko Krko.
Potok teče večinoma po gozdu in je v naravnem stanju, le v spodnjem delu teče med njivami po umetnem jarku.